# Шохин, Владимир Яковлевич
Влади́мир Я́ковлевич Шо́хин (28 сентября 1946, Москва — 22 июня 2016, там же) — советский и российский актёр театра и кино.

## Биография
Родился 28 сентября 1946 года.
В 1970 году окончил школу-студию МХАТ (курс А.Карева).
В 1976 году окончил режиссёрский факультет в той же студии (курс Олега Ефремова).

### Втеатре
Работал в «Современнике» в 1970 году. Служил во МХАТе СССР имени Горького с 1970 по 1976 и Московском Новом драматическом театре с 1976 по 2008.

### Фильмография
- Страницы из жизни — студент
- Сергеев ищет Сергеева (1974) — Троилов
- Завещание Ленина (2007) — эпизод
- Папины дочки (2007) — работник съёмочной группы
- Час Волкова (2007) — слесарь (эпизод) (22 серия)/ Владимир Яковлевич Зайцев (25 серия)
- Чемпион (сериал) (2008) — эпизод
- Муха (фильм, 2008) (2008) — тренер
- Универ (2008) — майор
- Реклама «Гослото» (2008) — пассажир электрички
- Понять. Простить. (2008—2009) — 3 серии
- Час Волкова 3 (2009) — работник (20 серия)
- Однажды в милиции (телесериал) (2010)
- Утомлённые солнцем 2: Цитадель (2011) — эпизод
- Стальная бабочка (2012) — охранник

### Личная жизнь
Два сына.

### Другая деятельность
- С 1994 по 2004 руководил детской театр-студией «Образ» при ГУ МЦ «Галерис».
- С 2008 года преподавал в московском Институте современного искусства.